# Мануель Фредерік
Мануель Фредерік (20 жовтня 1948) — індійський хокеїст на траві.
Бронзовий призер Олімпійських Ігор 1972 року.